# Arrows (bài hát)
"Arrows" (tạm dịch: Những mũi tên) là bài hát của nhóm nhạc indie rock người Mĩ Fences, được Christopher Mansfield chịu trách nhiệm chính. Bài hát có sự tham gia cộng tác của rapper người Mĩ Macklemore và Ryan Lewis, người thường xuyên cộng tác và sản xuất cho Macklemore. Bài hát được phát hành vào ngày 29 tháng 7 năm 2014 trên SoundCloud thông qua hai hãng Elektra và Atlantic, trùng với ngày Mansfield công bố việc album phòng thu đầu tay Lesser Oceans của Fences phát hành vào ngày 13 tháng 1 năm 2015. Đĩa đơn đạt vị trí #24 trên bảng xếp hạng Billboard Hot Rock Songs và vị trí #31 tại Úc, giúp cho Fences đứng đầu bảng xếp hạng Emerging Artists của tạp chí Billboard.

## Video âm nhạc
Video âm nhạc cho bài hát được đạo diễn bởi Jason Koenig và John Keatley và được sản xuất bởi StraightEIGHT Films, dựa trên một kịch bản được viết bởi Koenig cùng với Macklemore, Ryan Lewis và Chris Mansfield.

## Danh sách và thứ tự các bài hát
| Phiên bản tải kĩ thuật số | Phiên bản tải kĩ thuật số                       | Phiên bản tải kĩ thuật số |
| STT                       | Nhan đề                                         | Thời lượng                |
| ------------------------- | ----------------------------------------------- | ------------------------- |
| 1.                        | "Arrows" (hát cùng với Macklemore & Ryan Lewis) | 3:55                      |
| Tổng thời lượng:          | Tổng thời lượng:                                | 3:55                      |

| Phiên bản phát hành dưới dạng Đĩa đơn CD tại Đức | Phiên bản phát hành dưới dạng Đĩa đơn CD tại Đức      | Phiên bản phát hành dưới dạng Đĩa đơn CD tại Đức |
| STT                                              | Nhan đề                                               | Thời lượng                                       |
| ------------------------------------------------ | ----------------------------------------------------- | ------------------------------------------------ |
| 1.                                               | "Arrows" (hát cùng với Macklemore & Ryan Lewis—mặt A) | 3:55                                             |
| 2.                                               | "Brass Band" (mặt B)                                  | 3:29                                             |
| Tổng thời lượng:                                 | Tổng thời lượng:                                      | 7:24                                             |

## Biểu diễn trực tiếp
Fences và Macklemore đã biểu diễn bài hát trên chương trình The Ellen DeGeneres Show vào thứ tư, ngày 8 tháng 10 năm 2014 và đã nhận được sự ủng hộ nồng nhiệt từ khán giả có mặt trong trường quay.

## Vị trí trên các bảng xếp hạng
| Bảng xếp hạng (2014)                            | Vị trí cao nhất |
| ----------------------------------------------- | --------------- |
| Úc (ARIA)                                       | 31              |
| Áo (Ö3 Austria Top 40)                          | 19              |
| Cộng hòa Séc (Singles Digitál Top 100)          | 46              |
| Trường songid là BẮT BUỘC CHO BẢNG XẾP HẠNG ĐỨC | 8               |
| Slovakia (Singles Digitál Top 100)              | 50              |
| US Hot Rock Songs (Billboard)                   | 24              |

## Lịch sử phát hành
| Quốc gia    | Ngày phát hành      | Định dạng                                   | Nhãn hiệu                         |
| ----------- | ------------------- | ------------------------------------------- | --------------------------------- |
| New Zealand | 29 tháng 7 năm 2014 | Tải kĩ thuật số                             | WEA International                 |
| Hoa Kỳ      | 11 tháng 8 năm 2014 | Adult album alternative trên đài phát thanh | Elektra Records, Atlantic Records |
| Hoa Kỳ      | 11 tháng 8 năm 2014 | Modern rock trên đài phát thanh             | Elektra Records, Atlantic Records |
| Đức         | 19 tháng 9 năm 2014 | Đĩa đơn CD                                  | Atlantic Records                  |
| Hoa Kỳ      | 2 tháng 12 năm 2014 | 7" vinyl                                    | Elektra Records                   |